# Гуардия-Пьемонтезе
Гуардия-Пьемонтезе (итал. Guardia Piemontese, окс. La Gàrdia, сиц. Guardia) — коммуна в Италии, располагается в регионе Калабрия, подчиняется административному центру Козенца. Является окситаноязычным анклавом.
Население составляет 1867 человек, плотность населения — 89 чел./км². Занимает площадь 21 км². Почтовый индекс — 87020. Телефонный код — 0982.
Покровителем коммуны почитается святой апостол Андрей, празднование 30 ноября.